# Cổ Lâu, Nam Kinh
Cổ Lâu (tiếng Trung: 鼓楼区, Hán Việt: Cổ Lâu khu) là một quận của thành phố Nam Kinh (南京市), tỉnh Giang Tô, Cộng hòa Nhân dân Trung Hoa. Quận này có diện tích 26,62 km², trong đó có 16,82 km² nằm trong thành Nam Kinh, và khu mới Giang Đông 9,8 km², hai khu đối diện qua sông Tần Hoài. Quận Cổ Lâu có dân số 688.300 người. Quận Cổ Lâu có 5 nhai đạo. Quận lỵ đóng tại số 1 đường Tần Hồng Trong thời kỳ Trung Hoa Dân quốc, đây là quận 3 (khu Môn Đông) và quận 4 (khu Mông Tây).